# Titularbistum Forum Flaminii
Forum Flaminii (ital.: Foro Flaminio) ist ein Titularbistum der römisch-katholischen Kirche. 
Es geht zurück auf ein untergegangenes Bistum des antiken Orts Forum Flaminii in Umbrien.
| Titularbischöfe von Forum Flaminii |                   |                                  |                 |                  |
| Nr.                                | Name              | Amt                              | von             | bis              |
| 1                                  | Pietro Gazzoli    | Weihbischof in Brescia (Italien) | 3. Februar 1968 | 17. Februar 1990 |
| 2                                  | Angelo Mascheroni | Weihbischof in Mailand (Italien) | 9. Juni 1990    |                  |